# 12 Heures de Sebring 2017
Navigation
Édition précédente Édition suivante
Les 12 Heures de Sebring 2017 se déroulent le 18 mars 2017, sont la 65e édition de l'épreuve et sont la deuxième manche du championnat United SportsCar Championship 2017. Elles sont remportées par la Cadillac DPi-V.R no 2 pilotée par Ricky Taylor, Jordan Taylor et Alex Lynn.

## Circuit

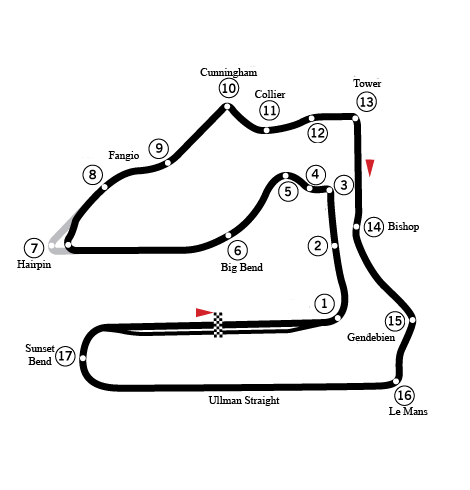
Le Sebring International Raceway, cadre des 12 Heures de Sebring 2017.

Les 12 Heures de Sebring 2017 se déroulent sur le Sebring International Raceway situé en Floride. Il est composé de deux longues lignes droites, séparées par des courbes rapides ainsi que quelques chicanes. Ce tracé a un grand passé historique car il est utilisé pour des courses automobiles depuis 1950. Ce circuit est célèbre car il a accueilli la Formule 1.

## Qualifications
La pole position a été signée par l'Oreca 07 du Rebellion Racing.

## Course

### Résultats Course
Voici le classement au terme de la course.
- Les vainqueurs de chaque catégorie sont signalés par un fond jauni.

| 1        | P    | 2   | Konica Minolta Cadillac DPi-V.R          | Ricky Taylor Jordan Taylor Alex Lynn                                 | Cadillac DPi-V.R        | 348 |
| 2        | P    | 5   | Mustang Sampling Racing                  | João Barbosa Christian Fittipaldi Filipe Albuquerque                 | Cadillac DPi-V.R        | 348 |
| 3        | P    | 31  | Wheelen Engineering Racing               | Dane Cameron Eric Curran Mike Conway                                 | Cadillac DPi-V.R        | 346 |
| 4        | P    | 85  | JDC Miller Motorsports                   | Chris Miller Stephen Simpson Misha Goikhberg                         | Oreca 07                | 344 |
| 5        | PC   | 38  | Performance Tech Motorsports             | James French Patricio O'Ward Kyle Masson                             | Oreca FLM09             | 338 |
| 6        | PC   | 8   | Starworks Motorsport                     | Garett Grist Maxwell Hanratty Sean Rayhall                           | Oreca FLM09             | 336 |
| 7        | GTLM | 3   | Corvette Racing                          | Antonio García Jan Magnussen Mike Rockenfeller                       | Chevrolet Corvette C7.R | 334 |
| 8        | GTLM | 66  | Ford Chip Ganassi Racing                 | Dirk Müller Joey Hand Sébastien Bourdais                             | Ford GT                 | 334 |
| 9        | GTLM | 62  | Risi Competizione                        | Toni Vilander James Calado Giancarlo Fisichella                      | Ferrari 488 GTE         | 334 |
| 10       | GTLM | 67  | Ford Chip Ganassi Racing                 | Ryan Briscoe Richard Westbrook Scott Dixon                           | Ford GT                 | 334 |
| 11       | GTLM | 68  | Ford Chip Ganassi Team UK                | Stefan Mücke Olivier Pla Billy Johnson                               | Ford GT                 | 334 |
| 12       | GTLM | 25  | BMW Team RLL                             | Bill Auberlen Alexander Sims Kuno Wittmer                            | BMW M6 GTLM             | 334 |
| 13       | GTLM | 911 | Porsche GT Team                          | Patrick Pilet Dirk Werner Frédéric Makowiecki                        | Porsche 911 RSR         | 334 |
| 14       | GTLM | 912 | Porsche GT Team                          | Kévin Estre Laurens Vanthoor Richard Lietz                           | Porsche 911 RSR         | 332 |
| 15       | PC   | 3   | BAR1 Motorsports                         | Marc Drumwright Chapman Ducote Gustavo Yacamán Colin Thompson        | Oreca FLM09             | 328 |
| 16       | GTD  | 33  | Riley Motorsports Team AMG               | Ben Keating Jeroen Bleekemolen Mario Farnbacher                      | Mercedes-AMG GT3        | 325 |
| 17       | GTD  | 63  | Scuderia Corsa                           | Christina Nielsen Alessandro Balzan Matteo Cressoni                  | Ferrari 488 GT3         | 324 |
| 18       | GTD  | 75  | SunEnergy1 Racing                        | Tristan Vautier Kenny Habul Boris Said III                           | Mercedes-AMG GT3        | 324 |
| 19       | GTD  | 29  | Montaplast by Land-Motorsport            | Connor De Phillippi Christopher Mies Jules Gounon                    | Audi R8 LMS             | 324 |
| 20       | GTD  | 48  | Paul Miller Racing                       | Bryan Sellers Madison Snow Dion von Moltke                           | Lamborghini Huracán GT3 | 324 |
| 21       | GTD  | 73  | Park Place Motorsports                   | Patrick Lindsey Jörg Bergmeister Matthew McMurry Jan Heylen          | Porsche 911 GT3 R (991) | 324 |
| 22       | GTD  | 57  | Stevenson Motorsports                    | Lawson Aschenbach Matt Bell Andrew Davis                             | Audi R8 LMS             | 324 |
| 23       | GTD  | 86  | Michael Shank Racing with Curb Agajanian | Jeff Segal Oswaldo Negri Tom Dyer                                    | Acura NSX GT3           | 324 |
| 24       | GTD  | 11  | GRT Grasser Racing Team                  | Christian Engelhart Rolf Ineichen Richard Antinucci Mirko Bortolotti | Lamborghini Huracán GT3 | 323 |
| 25       | GTD  | 28  | Alegra Motorsports                       | Carlos de Quesada Daniel Morad Spencer Pumpelly Michael Christensen  | Porsche 911 GT3 R (991) | 323 |
| 26       | GTD  | 16  | Change Racing                            | Corey Lewis Jeroen Mul Brett Sandberg                                | Lamborghini Huracán GT3 | 322 |
| 27       | GTD  | 46  | Ebimotors                                | Emanuele Busnelli Fabio Babini Michele Beretta Emmanuel Collard      | Lamborghini Huracán GT3 | 322 |
| 28       | GTD  | 15  | 3GT Racing                               | Robert Alon Jack Hawksworth Austin Cindric                           | Lexus RC F GT3          | 320 |
| 29       | P    | 55  | Mazda Motorsports                        | Tristan Nunez Jonathan Bomarito Spencer Pigot                        | Mazda RT24-P            | 319 |
| 30       | GTD  | 93  | Michael Shank Racing with Curb Agajanian | Andy Lally Katherine Legge Mark Wilkins                              | Acura NSX GT3           | 318 |
| 31       | GTD  | 23  | Alex Job Racing                          | Bill Sweedler Townsend Bell Frank Montecalvo                         | Audi R8 LMS             | 309 |
| 32       | PC   | 20  | BAR1 Motorsports                         | Don Yount Buddy Rice Daniel Burkett Mark Kvamme                      | Oreca FLM09             | 302 |
| 33       | GTD  | 18  | DAC Motorsports                          | Emmanuel Anassis Brandon Gdovic Anthony Massari                      | Lamborghini Huracán GT3 | 282 |
| 34       | GTD  | 14  | 3GT Racing                               | Scott Pruett Sage Karam Ian James                                    | Lexus RC F GT3          | 269 |
| 35       | GTD  | 27  | Dream Racing Motorsport                  | Lawrence DeGeorge Cedric Sbirrazzuoli Paolo Ruberti                  | Lamborghini Huracán GT3 | 255 |
| 36       | P    | 90  | VisitFlorida Racing                      | Marc Goossens Renger van der Zande René Rast                         | Riley Mk. 30            | 241 |
| 37       | GTD  | 96  | Turner Motorsport                        | Justin Marks Jens Klingmann Jesse Krohn                              | BMW M6 GT3              | 228 |
| Abandons |      |     |                                          |                                                                      |                         |     |
| 38       | GTD  | 54  | CORE Autosport                           | Jon Bennett Colin Braun Niclas Jönsson                               | Porsche 911 GT3 R (991) | 283 |
| 39       | P    | 52  | PR1/Mathiasen Motorsports                | Mike Guasch José Gutiérrez Tom Kimber-Smith                          | Ligier JS P217          | 205 |
| 40       | P    | 70  | Mazda Motorsports                        | Tom Long Joel Miller Marino Franchitti                               | Mazda RT24-P            | 180 |
| 41       | P    | 13  | Rebellion Racing                         | Sébastien Buemi Neel Jani Nick Heidfeld                              | Oreca 07                | 167 |
| 42       | P    | 22  | Tequila Patron ESM                       | Ed Brown Johannes van Overbeek Bruno Senna Brendon Hartley           | Nissan Onroak DPi       | 158 |
| 43       | GTLM | 24  | BMW Team RLL                             | John Edwards Martin Tomczyk Nick Catsburg                            | BMW M6 GTLM             | 149 |
| 44       | GTD  | 50  | Riley Motorsports WeatherTech Racing     | Cooper MacNeil Gunnar Jeannette Shane van Gisbergen                  | Mercedes-AMG GT3        | 132 |
| 45       | P    | 2   | Tequila Patron ESM                       | Scott Sharp Ryan Dalziel Pipo Derani                                 | Nissan Onroak DPi       | 47  |
| 46       | GTLM | 4   | Corvette Racing                          | Oliver Gavin Tommy Milner Marcel Fässler                             | Chevrolet Corvette C7.R | 42  |